# Louis Lord
Louis Sascha Lord (* 22. Oktober 2003 in Vechta) ist ein deutscher Fußballtorwart, der beim FC Erzgebirge Aue unter Vertrag steht.

## Karriere

### Verein
Louis Lord wuchs in Syke im Landkreis Diepholz auf. Seine ersten Schritte im Jugendfußball ging er bei verschiedenen Vereinen im Bremer Umland. Mit 12 Jahren wechselte er 2015 in die Jugendabteilung des größten Vereins der Region, zu Werder Bremen. Nachdem er dort die Jugend durchlaufen hatte, wurde er 2021 mit 17 Jahren Stammtorwart in der U23. In der Saison 2022/23 gehörte er offiziell zum Profikader des Klubs, spielte aber weiterhin in der Regionalliga Nord. Anschließend wurde sein Vertrag in Bremen jedoch nicht mehr verlängert und Lord musste seinen langjährigen Heimatverein verlassen. Er wechselte zur Saison 2023/24 nach Sachsen, zum FC Erzgebirge Aue. Bei den „Veilchen“ stand er auf Anhieb im Profikader, war jedoch nur Ersatzmann des sehr erfahrenen Stammtorhüters Martin Männel. Als Pokaltorwart bekam er dennoch mehrere Einsätze im Sachsenpokal. Und auch sein Drittligadebüt gab Lord noch in derselben Saison: Am letzten Spieltag gab Trainer Pavel Dotchev ihm 90 Minuten beim 2:0-Sieg gegen den  SV Waldhof Mannheim.
Von Ende Januar 2025 bis Ende Juni 2025 war er an die Stuttgarter Kickers verliehen.

### Nationalmannschaft
Für verschiedene U-Nationalmannschaften Deutschlands kam Lord zwischen 2018 und 2020 zum Einsatz.